# Demoscene
La demoscene es una subcultura informática que surgió en la década de los 80, la era de los primeros computadores de 8 bits, como Atari 800, ZX Spectrum y Commodore 64, y 16 bits, como Amiga y Atari ST.
Las demos comenzaron siendo una firma de los cracker de software. El cracker o equipo de cracker se daban crédito modificando los programas para que, cuando un programa crackeado se iniciara, se viera una presentación gráfica impresionante, también llamada intro. Esto se vio por primera vez en las computadoras Apple II a fines de los 1970 y principios de los 1980. Más adelante, estas intro evolucionaron hacia una cultura independiente de los grupos de cracking. Irónicamente, muchos de los jóvenes talentos que crecieron programando demos, y de esa forma adquiriendo experiencia en programación de gráficos de computadora, luego terminaron trabajando para la industria de los videojuegos, cuyos productos habían violado anteriormente.
El objetivo principal de una demo es demostrar superioridad en la programación, habilidades gráficas y musicales respecto a otros demo-grupos.
En 2010, el número de demo-sceners se estimó en unos 10.000.

## Concepto

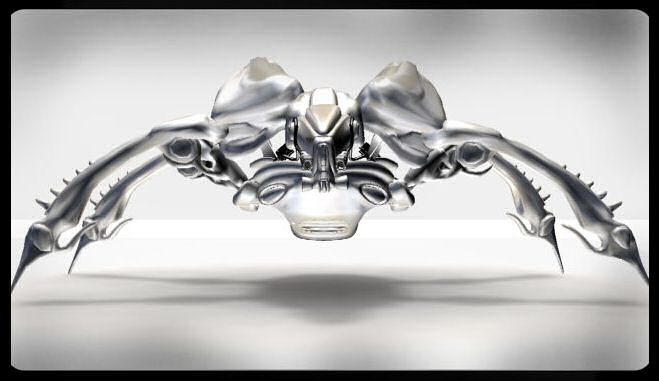
PC-Demo: Interceptor por Black Maiden.

Dado que, antes del PC, los ordenadores de una misma línea tenían capacidades idénticas, era posible comparar demos en plataformas más antiguas. Esto generó un ámbito competitivo, en el cual cada uno de los demo-grupos (equipos de artistas gráficos, músicos y programadores) trataban de superar a los demás. Los creadores de demos se concentran inusualmente en extraer hasta la última gota de rendimiento de la máquina que programan. A diferencia de los desarrolladores de juegos y aplicaciones, quienes se concentran en la estabilidad y funcionalidad, el típico programador de demos se interesa en cuantos ciclos de CPU va a consumir cada rutina, y en acumular la mayor cantidad posible de efectos y actividad en la pantalla. Esto llegó al punto de explotar errores conocidos de hardware para producir efectos que el fabricante no había previsto, dándole a los demo-groups la sensación de haber llegado a fronteras que nadie más ha alcanzado.

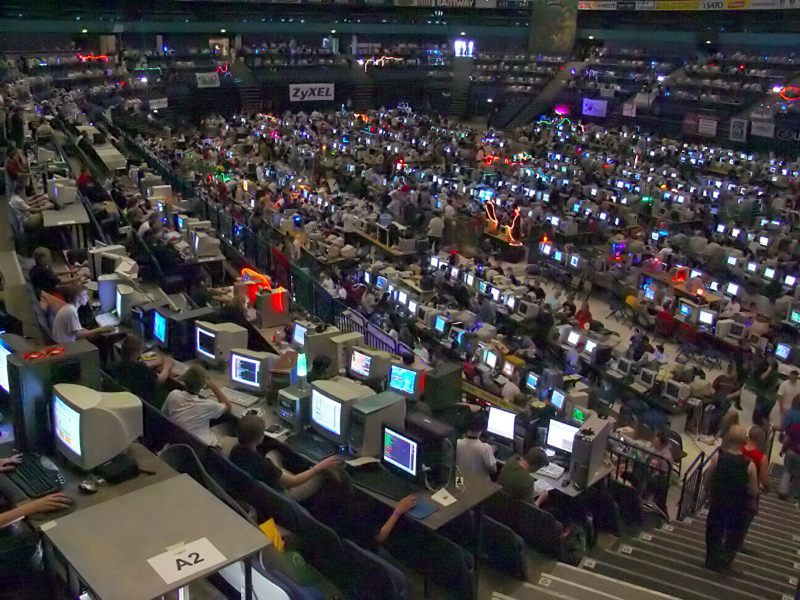
Demo-party Assembly 2004

Los avances tecnológicos nos han traído CPU más veloces, más memoria, procesadores gráficos más poderosos, y hardware con aceleración 3D. Habiendo perdido muchos de los desafíos del pasado, el enfoque de las demos ha virado a la realización de arte en tiempo real bien diseñado, con estilo, y estéticamente agradable - un hecho que parece ser reprochado por los demosceners de la "vieja escuela". Esto se explica en parte por la ruptura que introdujo el PC, donde la plataforma varía, y la mayoría del trabajo de programación que antes se realizaba a mano ha sido automatizado por la tarjeta gráfica. Esto les da más libertad de acción a los demosceners, pero puede frustrar a aquellos que buscaban un desafío de programación. Aun así, la vieja tradición sigue viva. Las "demo parties" organizan competiciones con diferentes limitaciones de plataforma o de tamaño de archivo ejecutable. En una computadora moderna, el tamaño del ejecutable puede estar limitado a 64KB o a 4KB. A estos programas limitados en tamaño normalmente se les llama "intros". En otras categorías solo se permiten computadoras viejas como la Commodore 64 o Atari ST, o equipos portátiles cómo teléfonos móviles o PDAs. Ese tipo de restricciones le ofrecen un desafío a los programadores, artistas y músicos y hacen reaparecer la antigua motivación de hacer que un dispositivo haga más cosas que aquellas para las cuales fue diseñado.

## Categorías de demos

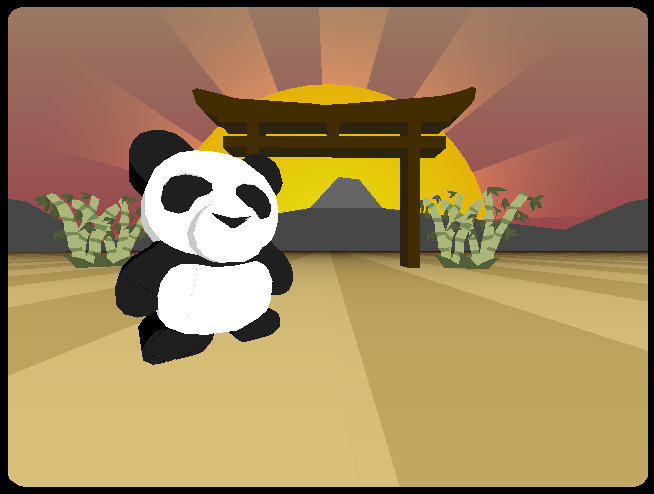
PC 64k Intro: Pocket Safari por Black Maiden.

Hay categorías en las que las demos pueden clasificarse informalmente. Una
intro usualmente denomina una demo donde la acción transcurre infinitamente, se basa en una
sola pantalla gráfica (aunque esta definición se ha extendido para incluir cualquier demo escrita
bajo una limitación estricta de tamaño, sin importar el estilo de presentación). Una megademo consiste en una secuencia de muchas partes independientes, usualmente con una banda de sonido para cada parte, y a veces con la necesidad de la interacción del usuario para pasar de una parte a la siguiente. Hay algunas variantes menos usadas de estos términos, como kilodemo (una demo de muchas partes, considerada demasiado pequeña para ser una megademo) y una dentro (un híbrido
entre una intro y una demo a escala completa). Desde principios de los 1990s, el formato predominante de demos ha sido el trackmo, en la cual los efectos visuales siguen una línea de tiempo prefijada y se sincronizan con una banda de sonido continua, en cierta forma similar a un video musical.

### Portales hispanos
- escena.org, Portal de la demoscene Hispana Castellano
- Flash Party Demoscene en Argentina

### Portales no hispanos
- scene.org archive, Un archivo exhaustivo de demos y producciones de demoparties
- demoscene.info, Información sobre la demoscene
- demoscene.no, Portal de la demoscene Noruego
- scene.hu, Portal de la demoscene húngara Húngaro

### Otros
- demoscene de Amiga
- historia de las demos en Atari ST
- Definition of the demoscene Definiciones de demoscene de Everything2.com por múltiples autores
- demoscene.tv, Demoscene Television
- mindcandydvd.com, MindCandy: PC Demos - Algunas demos presentadas en formato DVD
- Archivado el 9 de diciembre de 2003 en Wayback Machine., Preguntas y Respuestas frecuentes acerca de Demoscene
- pouet.net, Base de datos de la demoscene

- Datos: Q824340
- Multimedia: Demoscene / Q824340